# Port Hadlock–Irondale
Port Hadlock–Irondale az Amerikai Egyesült Államok északnyugati részén, Washington állam Jefferson megyéjében elhelyezkedő statisztikai település. A 2010. évi népszámlálási adatok alapján 3580 lakosa van.

## Történet

### Port Hadlock
A települést megalapító Samuel Hadlock 1870-ben érkezett a térségbe, majd megállapodott a Washington Mill Companyvel egy fűrészüzem létesítéséről; a létesítménynek olyan helyet kellett találni, ahol a víz elég mély a motorok meghajtásához. Az innen származó faanyagot San Franciscóba, Ausztráliába és Hawaiira szállították. Samuel Hadlock egykori lakóháza helyén ma az Ajax Cafe működik. A településen ekkor egy üzlet, posta, fodrászat, istálló, két szálló és két szalon működött; utóbbiak a matrózok kedvenc helyei voltak.
1909-ben elkezdődött a metanolüzem építése; a létesítmény egy évvel később nyílt meg. A magas működési költségek miatt a gyárat 1913-ban bezárták; helyén egy időben üdülő üzemelt.

### Irondale
Az 1881-ben megnyílt nagyolvasztóban évi 1200 tonna nyersvasat tudtak előállítani, amit a Chimacum-völgyben bányásztak. Az üzem 1889-ben bezárt; ekkor 400-an dolgoztak itt.

## Népesség
A település népességének változása:
| Lakosok száma | 3476 | 3580 | 3983 |
|               | 2000 | 2010 | 2020 |

## Fordítás
- Ez a szócikk részben vagy egészben  a   Port Hadlock-Irondale, Washington című angol Wikipédia-szócikk ezen változatának fordításán alapul.  Az eredeti cikk szerkesztőit annak laptörténete sorolja fel. Ez a jelzés csupán a megfogalmazás eredetét és a szerzői jogokat jelzi, nem szolgál a cikkben szereplő információk forrásmegjelöléseként.